# Bacho (huyện)
Bacho (tiếng Thái: บาเจาะ) là huyện (amphoe) cực bắc của tỉnh Narathiwat, phía nam Thái Lan.

## Lịch sử
Năm 1908, tiêu huyện đã được thành lập với tên Champako (จำปากอ), và đơn vị này đã được nâng cấp thành huyện năm sau. Năm 1918, huyện đã được đổi tên thành Paro Nuea. Năm 1931, huyện lại được đổi tên thành Bacho.

## Địa lý
Các huyện giáp ranh (từ phía đông theo chiều kim đồng hồ) là Mueang Narathiwat, Yi-ngo và Rueso của tỉnh Narathiwat, Raman của tỉnh Yala, Kapho, Sai Buri và Mai Kaen của tỉnh Pattani.
Vườn quốc gia Budo - Su-ngai Padi nằm ở vùng núi giáp ranh với Yala và Pattani.

## Hành chính
Huyện này được chia thành 6 phó huyện (tambon), các đơn vị này lại được chia ra thành 43 làng (muban). Bacho là một thị trấn (thesaban tambon) nằm trên một phần của tambon Bacho. Don Sai là một thị trấn khác nằm trên một phần tambon Paluka Samo.
| STT | Tên         | Tên tiếng Thái | Số làng | Dân số |  |
| --- | ----------- | -------------- | ------- | ------ |  |
| 1.  | Bacho       | บาเจาะ         | 8       | 12.005 |  |
| 2.  | Lubo Sawo   | ลุโบะสาวอ       | 7       | 6.324  |  |
| 3.  | Kayo Mati   | กาเยาะมาตี      | 5       | 6.232  |  |
| 4.  | Paluka Samo | ปะลุกาสาเมาะ    | 11      | 11.469 |  |
| 5.  | Bare Nuea   | บาเระเหนือ      | 6       | 5.508  |  |
| 6.  | Bare Tai    | บาเระใต้        | 6       | 6.086  |  |